# Oqil Oqilov
Oqil Oqilov (în tadjikă Оқил Ғайбуллоевич Оқилов, transliterat: Oqil Gaibulloevici Oqilov, în persană آقل غیباللهیوچ آقلاو, în rusă Окил Гайбуллаевич Окилов, transliterat: Okil Gaibullaevici Okilov, menționat uneori în sursele rusești ca Акил Акилов/Akil Akilov; n. 2 februarie 1944, Ленинобод, Republica Sovietică Socialistă Tadjikă, URSS) este un politician tadjic care a fost prim-ministru al Tadjikistanului din 1999 până în 2013.